# Монтгомері (округ, Кентуккі)
Шаблон:StateAbbr_ 38°02′ пн. ш. 83°55′ зх. д. / 38.03° пн. ш. 83.91° зх. д.
Округ Монтгомері (англ. Montgomery County) — округ (графство) у штаті Кентуккі, США. Ідентифікатор округу 21173.

## Історія
Округ утворений 1796 року.

## Демографія
За даними перепису
2000 року
загальне населення округу становило 22554 осіб, зокрема міського населення було 10195, а сільського — 12359.
Серед мешканців округу чоловіків було 10965, а жінок — 11589. В окрузі було 8902 домогосподарства, 6435 родин, які мешкали в 9682 будинках.
Середній розмір родини становив 2,93.
Віковий розподіл населення поданий у таблиці:
| Стать    | До 15 років | 15-21 | 22-29 | 30-39 | 40-49 | 50-65 | 65-85 | Понад 85 |
| -------- | ----------- | ----- | ----- | ----- | ----- | ----- | ----- | -------- |
| Чоловіки | 2420        | 1013  | 1274  | 1682  | 1617  | 1783  | 1075  | 101      |
| Жінки    | 2251        | 1001  | 1326  | 1683  | 1721  | 1883  | 1478  | 246      |

## Суміжні округи
- Бат — північний схід
- Меніфі — південний схід
- Повелл — південь
- Кларк — захід
- Бурбон — північний захід

## Виноски
1. ↑  U.S. Decennial Census. United States Census Bureau. Архів оригіналу за 19 липня 2018. Процитовано 18 серпня 2014.
2. ↑  Historical Census Browser. University of Virginia Library. Архів оригіналу за 11 серпня 2012. Процитовано 18 серпня 2014.
3. ↑  Population of Counties by Decennial Census: 1900 to 1990. United States Census Bureau. Архів оригіналу за 13 жовтня 2014. Процитовано 18 серпня 2014.
4. ↑  Census 2000 PHC-T-4. Ranking Tables for Counties: 1990 and 2000 (PDF). United States Census Bureau. Архів оригіналу (PDF) за 18 грудня 2014. Процитовано 18 серпня 2014.
5. ↑  State & County QuickFacts. United States Census Bureau. Архів оригіналу за 7 червня 2011. Процитовано 6 березня 2014.(англ.) Наведено за англійською вікіпедією.
6. ↑  American FactFinder. Бюро перепису населення США. Архів оригіналу за 26 лютого 2012. Процитовано 31 січня 2008.

| США | Це незавершена стаття з географії США. Ви можете допомогти проєкту, виправивши або дописавши її. |